# Jean-Charles Castelletto
Jean-Charles Castelletto (Clamart, 26 januari 1995) is een Frans-Kameroens voetballer die bij voorkeur als centrale verdediger speelt. Hij speelde in België voor Club Brugge en Royal Mouscron-Péruwelz maar vanaf de zomer van 2020 komt hij uit voor FC Nantes.

## Clubcarrière
Castelletto is afkomstig uit de jeugdopleiding van AJ Auxerre. Op 5 april 2013 debuteerde hij in de Ligue 2 tegen Gazélec Ajaccio. Hij speelde de volledige wedstrijd, die op 0–0 eindigde. Het seizoen erop speelde de centrumverdediger negentien competitieduels. Op 26 september 2014 maakte hij zijn eerste competitiedoelpunt tegen AC Arlès-Avignon. Tijdens het seizoen 2014/15 speelde de Franse jeugdinternational achtentwintig competitiewedstrijden voor AJ Auxerre.
Op 23 juli 2015 maakte Club Brugge bekend dat Castelletto zich voor drie seizoenen heeft verbonden aan de West-Vlaamse club. De Fransman kreeg weinig speelgelegenheid bij blauw-zwart en werd in februari 2016 voor de rest van het seizoen uitgeleend aan Royal Mouscron-Péruwelz. In het seizoen 2016/17 leende Club Brugge hem uit aan de Franse tweedeklasser Red Star Paris. In de zomer van 2017 trok hij definitief de deur achter zich dicht in het Jan Breydelstadion en tekende hij bij Stade Brest. Na drie seizoenen pikte eersteklasser FC Nantes hem daar op.

## Statistieken
| Seizoen | Club               | Land               | Competitie         | Competitie | Competitie | Beker | Beker | Europees | Europees | Totaal | Totaal |
| Seizoen | Club               | Land               | Competitie         | Wed.       | Dlp.       | Wed.  | Dlp.  | Wed.     | Dlp.     | Wed.   | Dlp.   |
| ------- | ------------------ | ------------------ | ------------------ | ---------- | ---------- | ----- | ----- | -------- | -------- | ------ | ------ |
| 2012/13 | AJ Auxerre         | Vlag van Frankrijk | Ligue 2            | 1          | 0          | 0     | 0     | 0        | 0        | 1      | 0      |
| 2013/14 | AJ Auxerre         | Vlag van Frankrijk | Ligue 2            | 19         | 0          | 4     | 0     | 0        | 0        | 23     | 0      |
| 2014/15 | AJ Auxerre         | Vlag van Frankrijk | Ligue 2            | 28         | 1          | 6     | 0     | 0        | 0        | 34     | 1      |
| 2015/16 | Club Brugge        | Vlag van België    | Jupiler Pro League | 3          | 0          | 0     | 0     | 1        | 0        | 4      | 0      |
| 2015/16 | → Moeskroen-Péruw. | Vlag van België    | Jupiler Pro League | 10         | 0          | 0     | 0     | 0        | 0        | 10     | 0      |
| 2016/17 | → Red Star Paris   | Vlag van Frankrijk | Ligue 2            | 32         | 2          | 1     | 0     | 0        | 0        | 33     | 2      |
| 2017/18 | Stade Brest        | Vlag van Frankrijk | Ligue 2            | 33         | 2          | 1     | 0     | 0        | 0        | 34     | 2      |
| 2018/19 | Stade Brest        | Vlag van Frankrijk | Ligue 2            | 31         | 2          | 2     | 1     | 0        | 0        | 33     | 3      |
| 2019/20 | Stade Brest        | Vlag van Frankrijk | Ligue 2            | 22         | 1          | 2     | 0     | 0        | 0        | 24     | 1      |
| 2020/21 | FC Nantes          | Vlag van Frankrijk | Ligue 1            | 7          | 0          | 0     | 0     | 0        | 0        | 7      | 0      |
| TOTAAL  | TOTAAL             | TOTAAL             | TOTAAL             | 134        | 5          | 12    | 0     | 1        | 0        | 147    | 5      |

## Interlandcarrière
Castelletto kwam reeds uit voor diverse Franse nationale jeugdelftallen. In 2014 debuteerde hij voor Frankrijk –20. Op 11 november 2017 debuteerde hij evenwel voor Kameroen in een WK-kwalificatiewedstrijd tegen Zambia.